# Babbo bastardo
Babbo bastardo (Bad Santa) è un film del 2003 diretto da Terry Zwigoff.
Commedia natalizia, irriverente e sboccata, avente per protagonista Billy Bob Thornton, presentata fuori concorso al Festival di Cannes 2004.
Il film è dedicato alla memoria di John Ritter, alla sua ultima apparizione cinematografica.

## Trama
Willie e Marcus sono una coppia di ladri specializzata nel derubare centri commerciali il giorno di Natale. Dopo l'ultimo colpo i due si ripromettono di non commetterne più, ma un anno dopo, la settimana prima della Vigilia, Marcus chiama nuovamente il socio. La tecnica è sempre la stessa: Marcus, un uomo affetto da nanismo, presenta un curriculum falso in cui sono spiegate le generalità e le professioni svolte dai due e mentre Willie viene assunto come Babbo Natale, il compagno lo affianca nelle vesti di elfo. Una volta studiato l'edificio ed elaborato un piano, lo mettono in atto nella notte di Natale, per poi sparire per sempre.
Willie è però un alcolizzato, mal sopportato dallo stesso Marcus e inoltre ha il vizio del fumo e del sesso promiscuo, con una predilezione per i rapporti anali con donne formose o comunque di taglia forte. Durante il secondo giorno in cui lavora come Babbo Natale al centro commerciale, un bambino particolarmente credulone, Thurman Merman, una volta messosi sulle ginocchia di Willie pensa di aver di fronte il vero Babbo Natale, tanto da seguirlo e offrirgli la sua casa come rifugio sino alla notte della vigilia. Willie ovviamente ne approfitta, anche perché Thurman, che è orfano di madre ed ha il padre in carcere per frode, abita in una magnifica villa di un quartiere residenziale di Phoenix da solo con la nonna, anziana e demente. Thurman, obeso e di una ingenuità disarmante, è perseguitato da un gruppo di bulli che ogni giorno puntualmente lo bersagliano.
Willie conosce la bella Sue e inizia con lei una relazione. Lei adora i bambini, lui no, anche se la semplicità e l'innocenza di Thurman, già dopo pochi giorni, non lo lasciano più indifferente. Sfumato un tentativo di suicidio, Willie si sente infatti realizzato come mai prima di allora, dopo aver dato una seria lezione ai bulli, che tormentavano il suo piccolo nuovo amico. Intanto, insospettito dal linguaggio e dal comportamento del bizzarro Babbo Natale, Bob Chipeska, il direttore del centro commerciale, chiede a Gin, il capo della sorveglianza, di indagare sul loro conto. Questi, molto scaltro, smaschera i due malfattori e, minacciando di denunciarli, promette di chiudere un occhio se gli sarà riservata la metà della refurtiva.
Arriva la vigilia e Thurman e Sue iniziano a preparare la tavola per il cenone. Nel frattempo, Marcus in compagnia della propria donna, Lois, uccide Gin poi chiama Willie per iniziare il colpo dopo la chiusura del centro commerciale. Willie, a causa dell'alcool, fatica più del dovuto a forzare una cassaforte di ultima generazione, ma alla fine riesce ad aprirla. Mentre Marcus la svuota, Willie si ricorda di Thurman e va a prendere il peluche che il bambino gli aveva chiesto come regalo, ma appena si volta vede che Marcus lo minaccia con una pistola, intenzionato ad ucciderlo salvo prima rinfacciargli quanto ogni anno risulti sempre meno affidabile a causa del suo vizio dell'alcool.
Il tempestivo intervento della polizia (nascosta all'interno del centro commerciale) mette in fuga Marcus e Lois e anche Willie corre via, con l'obiettivo di consegnare il regalo al bambino, cui si è ormai legato. La polizia arresta Marcus e Lois, mentre Willie, braccato da alcune volanti, giunge davanti a casa Merman e corre verso la porta per consegnare il peluche, venendo crivellato di colpi dagli agenti accorsi.
Thurman ha avuto il suo regalo e Willie non è morto. Con una lettera, scritta da un letto d'ospedale, dice infatti di essere miracolosamente sopravvissuto e ringrazia il bambino per aver consegnato alle autorità una lettera in cui lui confessava tutti i suoi reati, preparata in occasione dello sventato suicidio. Marcus e Lois sono stati riconosciuti come unici colpevoli, avendo loro tutta la refurtiva, e la notizia che dei poliziotti hanno sparato ad un babbo natale disarmato ha indignato l'opinione pubblica e alleviato la sua posizione.
Il bambino è affidato quindi all'amorevole Sue, in attesa che Willie venga dimesso dall'ospedale.
Il film si conclude con Thurman che colpisce con un calcio alle parti basse uno dei bulli che lo prendevano in giro, mostrando di aver fatto tesoro degli insegnamenti del suo nuovo amico.

## Cast
In origine, per interpretare Willie si era pensato a Bill Murray, ma l'attore dovette abbandonare il ruolo per dedicarsi ad un altro film, Lost in Translation - L'amore tradotto.
Dopo Murray toccò a Jack Nicholson, che non poté accettare la parte per problemi di lavoro, avendo in precedenza firmato degli impegni contrattuali, nonostante fosse interessato al ruolo.
È stato l'ultimo film interpretato da John Ritter, scomparso nel 2003 (anno di lavorazione del film) a causa di una dissecazione aortica. Alla fine del film, poco prima dei titoli di coda, si può vedere una dedica "alla memoria di John Ritter".

## Accoglienza
Il film viene accolto bene da buona parte della critica americana ed europea, tanto che Billy Bob Thornton (nel film è Willie) riceve una nomination ai Golden Globe 2004 nella categoria Miglior attore in un film commedia o musicale, riconoscimento poi andato a Bill Murray per Lost in Translation - L'amore tradotto.
Esce nel circuito cinematografico di Stati Uniti d'America e Canada rispettivamente il 26 e 28 novembre 2003.
Approda in Europa il 19 maggio 2004 al Festival di Cannes, ove viene presentato fuori concorso.
In Italia viene distribuito dalla Columbia TriStar il 19 novembre e viene ritirato dalle sale il 21 dicembre.

## Slogan promozionali
- «He doesn't care if you're naughty or nice.»
«A lui non importa che voi siate buoni o cattivi.»
- «Get Naughty this Holiday Season.»

## Sequel
Il 29 ottobre 2015 è stato annunciato il seguito Babbo bastardo 2 (Bad Santa 2) che è stato distribuito il 23 novembre 2016.